# Тертл Лејк (округ Барон, Висконсин)
Тертл Лејк (енгл. Turtle Lake, Barron County) град је у америчкој савезној држави Висконсин.

## Демографија
По попису из 2010. године број становника је 1.050, што је 15 (-1,4%) становника мање него 2000. године.
| Група             | 2000.       | 2010.       |
| Белци             | 994 (93,3%) | 957 (91,1%) |
| Афроамериканци    | 0 (0,0%)    | 2 (0,2%)    |
| Азијати           | 3 (0,3%)    | 6 (0,6%)    |
| Хиспаноамериканци | 11 (1,0%)   | 18 (1,7%)   |
| Укупно            | 1.065       | 1.050       |